# Miami Freedom Park
Miami Freedom Park   será um estádio específico para futebol com 25.000 lugares, lojas, hotéis, restaurantes e um centro de treinamento a ser construído em Miami, Flórida, para o Inter Miami CF. Embora a localização do estádio ainda não tenha sido definida, o grupo de propriedade da equipe liderado por David Beckham expressou o desejo de construir na orla marítima de Miami; outros locais em outras partes de Miami foram oferecidos como substitutos.
A expectativa é que o estádio seja inaugurado em 2025.

## História
Logo após o anúncio da equipe em março de 2014, o grupo apresentou um plano para construir um estádio para 25.000 lugares em PortMiami, mas a oposição das empresas portuárias levou ao anúncio de um segundo local em maio de 2014, em um terreno recuperado no Museum Park, com uma capacidade reduzida de 20.000, mas esse local também foi rejeitado pela cidade de Miami. A equipe anunciou sua intenção de construir o estádio com fundos principalmente privados. Em dezembro de 2015, um local privado foi localizado, juntamente com um compromisso de compra de um terreno adjacente de propriedade da Miami-Dade Sewer, que não buscaria fundos públicos ou incentivos fiscais.  No entanto, esse plano também foi abandonado depois que o grupo proprietário anunciou o desejo de um local maior. O local mais recente fica próximo ao Aeroporto Internacional de Miami e faria parte de um 131 acres (53 ha) desenvolvimento multiuso.
A Major League Soccer declarou que a aprovação da liga para a expansão do Miami estava condicionada à garantia de um estádio no centro da cidade. 

## Ligações Externas
- Site oficial (em inglês)